# Ouanda Djallé
Ouanda Djallé ist eine Kleinstadt mit 2839 Einwohnern (2006) im Nordosten der Zentralafrikanischen Republik. Ouanda Djallé ist die Hauptstadt der gleichnamigen Unterpräfektur, die den Süden der Präfektur Vakaga umfasst.

## Naturräumliche Lage
Die Stadt liegt auf einer Höhe von etwa 620 m im Bongo-Massiv im Quellgebiet des Ouandija, der zum Schari-Flusssystem gehört. Im Hügelland östlich von Ouanda Djallé liegt der Nationalpark André-Félix, dahinter liegt das Gebiet um Kafia Kingi, das zwischen dem Sudan und dem Südsudan umstritten ist. Die Grenze zwischen der Sahelzone und den zentralafrikanischen Savannen verläuft etwas nördlich von Ouanda Djallé.

## Verkehr und Infrastruktur
Durch Ouanda Djallé führt die Route Nationale 5, die von Bambari im Süden des Landes über 522 Kilometer nach Ouanda Djallé und über weitere 169 Kilometer bis nach Birao im Nordosten der Zentralafrikanischen Republik führt. Die Straße ist nicht asphaltiert und damit nicht ganzjährig befahrbar. Die Entfernung zur Hauptstadt Bangui beträgt 902 Straßenkilometer. Am Nordwestrand der Stadt liegt parallel zur RN 5 die Landepiste des Flugplatzes Ouanda Djallé.

## Geschichte
Ouanda Djallé gehört zu dem Gebiet, das durch den arabischen Sklavenhandel zu großen Teilen entvölkert wurde – teils durch Entführung der Bevölkerung, teils durch die Kriege, die um die Kontrolle der Gebiete geführt wurden. In Ouanda Djallé lebten die Banda Wanga, die von den Yulu ausgelöscht wurden. Ab dem Ende der Trockenzeit zogen arabische Viehhirten aus der Darfur-Region durch das Gebiet von Ouanda Djallé; die heutige Bevölkerung der Region besteht aus Angehörigen verschiedener Völker, unter anderem den Gula, die west-zentralsudanesische Sprachen sprechen.

### Bürgerkrieg
Im Jahr 2006 eroberte die Rebellengruppe Union des forces démocratiques pour le rassemblement, deren Mitglieder mehrheitlich zum Volk der Gula gehören, große Gebiete im Nordosten der Zentralafrikanischen Republik. Dabei vertrieben sie die Bevölkerung aus ihren Orten, plünderten diese und töteten wahllos Zivilisten. Am 10. November erreichten 800 bis 900 Rebellen Ouanda Djallé, darunter wohl auch Kindersoldaten. Sie plünderten Verwaltungsgebäude, medizinische Zentren, Kirchen und Privathäuser vollständig und misshandelten Bewohner. Alles, was sie nicht mitnehmen konnten, wurde angezündet. Nachdem die Regierungstruppen die Orte mit Hilfe der französischen Armee zurückerobert hatten, wurden Teile der Bevölkerung, vor allem die Gula, Opfer schwerer Menschenrechtsverletzungen durch die Regierungstruppen. Mutmaßliche Rebellen wurden erschossen und noch in Anwesenheit der französischen Truppen wurden Hütten angezündet.